# 约翰·高尔斯登别墅
36°03′04″N 120°20′52″E / 36.05111°N 120.34778°E
约翰·高尔斯登别墅位于中国山东省青岛市市南区山海关路1号，建于1933年，现为全国重点文物保护单位青岛八大关近代建筑的子项。

## 历史
山海关路1号最初业主为英国侨民（一说俄侨）约翰·高尔斯登（John Goldstein），由俄国建筑师拉夫林且夫（Lawieuff）设计，光记营造厂承建，1933年5月开工，同年12月竣工，建筑费用25000元。1940年，业主曾委托中国建筑师黄佳模设计增筑第三层，但并未施工。后来高尔斯登将该房产转让给女儿巴利纳·李那克（Pauline Renacre）。1949年青岛解放以后，中国人民解放军大将粟裕曾在此疗养。1985年，艺术家刘海粟曾在此下榻，期间完成康有为墓迁葬后的《南海康公墓志铭》。曾在此下榻的名人还有瑞中友好协会主席扬·米尔达。2001年6月25日，该楼列入第五批全国重点文物保护单位青岛八大关近代建筑子项。

## 建筑特色

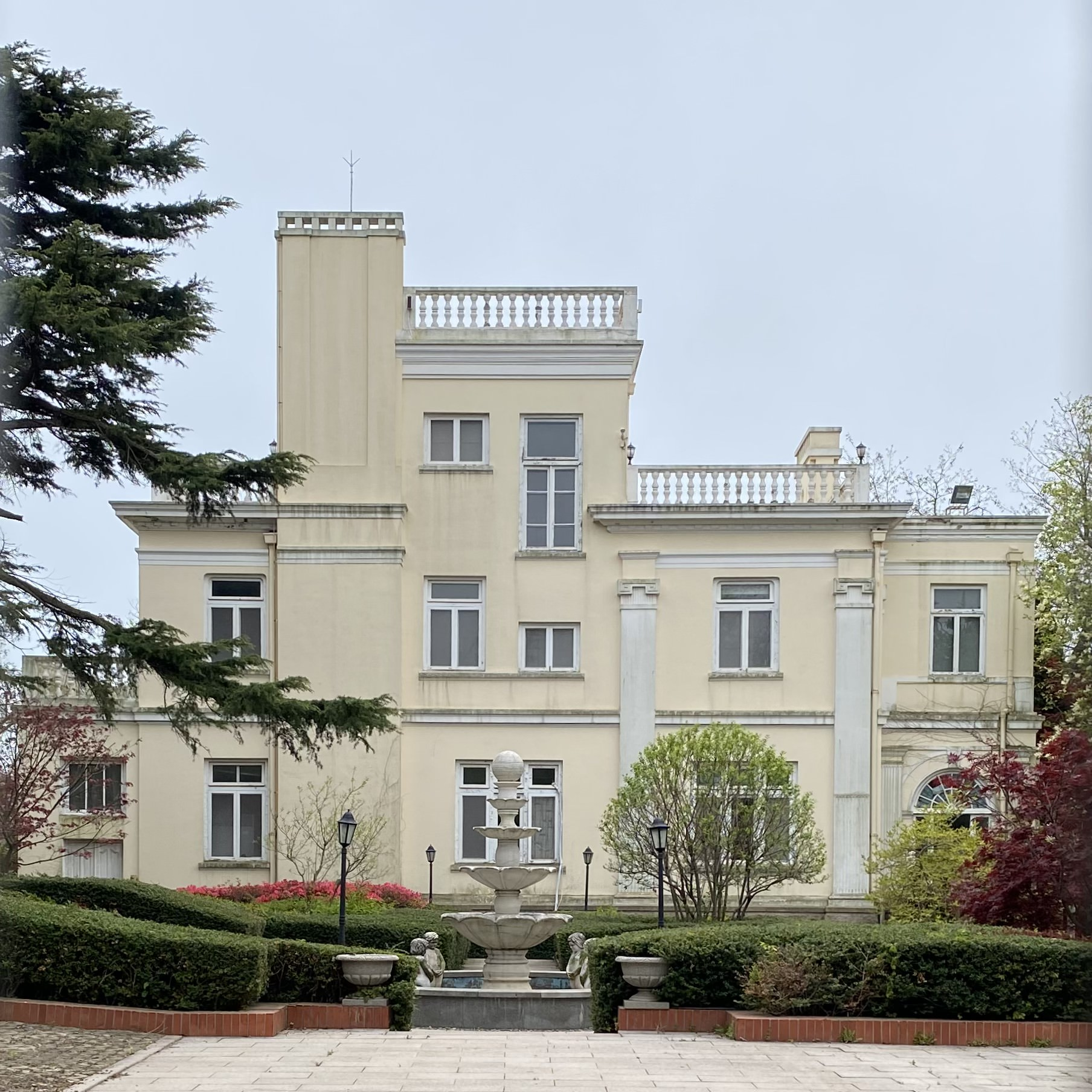
后侧，2024年4月

约翰·高尔斯登别墅建筑面积583.23平方米，砖石结构，地上2层。外墙石砌墙基，开地下室洞口，墙身淡黄色砂浆抹面，装饰线脚、壁柱、女儿墙栏杆等处为白色砂浆抹面。南立面采用古典主义风格的对称式构图，四根二层通高壁柱支撑檐部，柱头爱奥尼柱式，檐口多重线脚出挑。立面两侧略凸出为弧形，中央设主入口，主入口上方开圆形窗洞，两侧多力克壁柱装饰。檐口以上女儿墙、入口处台阶、露台采用宝瓶栏杆。西立面一层设门廊，作为室内与花园的过渡空间，圆券、廊柱装饰精美。室内房间高大宽敞，壁炉等设施精美，可与青岛德式花园住宅媲美，但其平面格局等有差异。该楼院门同样装饰精美，底部为高约1米的粗石勒脚，其上墙面淡黄色砂浆抹面，有顶部线脚、花纹、两侧铁艺跃狮等装饰。建筑整体为文艺复兴晚期风格，体现了建筑师对古典样式的极好把握能力。